# Соснівка (Полтавський район)
Сосні́вка (МФА: [soˈsɲiu̯kɐ] ( прослухати)) — село в Україні, у Полтавській міській громаді Полтавського району Полтавської області. Населення становить 35 осіб. До 2020 орган місцевого самоврядування — Ковалівська сільська рада.

## З історії села
В давнину село називалось Іскрівка.
У реєстрі Полтавського полку 1649 року другим за списком після полковника Мартина Пушкаря значиться Іван Іскренко (козак Іскра). 1649 року він був сотником Полтавської міської сотні.
Його батьком був гетьман Яків Іскра-Остряниця — один з керівників антипольського повстання 1637—1638 років. Після поразки повстання Яків Іскра-Остряниця перейшов на територію Московської держави (землі Слобідської України, які не підлягали владі Речі Посполитої) і заснував козацьке місто Чугуїв. Він загинув у 1641 році.
Після смерті батька Іван повернувся до Полтави і з дозволу польських властей оселився під Полтавою в слобідці, яку пізніше назвали на його честь Іскрівкою, де займався торгівлею. За пропозицією Полтавського полковника Мартина Пушкаря Іван Іскра був призначений сотником полтавської сотні
У липні 1649 року Іскра залишається замість Пушкаря наказним полковником, виконує дипломатичні доручення Богдана Хмельницького і стає відомою постаттю козацької держави. За легендою, козак Іван Іскра значковий товариш був закоханий в Марусю Чурай і в день виконання її смертного вироку з'явився в Полтаві з універсалом Богдана Хмельницького про помилування.
Подальша доля Івана Іскри склалась трагічно. Він підтримав Мартина Пушкаря в боротьбі проти Івана Виговського і загинув у 1658 році в бою під Лохвицею.
У компуті (реєстрі) Полтавського полку 1718 року в слободі Іскрівка, володінні пана Кочубея, значаться 16 тяглих козаків і 5 піших на чолі з атаманом Савкою Русином, які належали до полкової сотні Якова Черняка.
За часів Рум'янцевського опису населення Полтавщини (1767—1769 рр.) в селі Іскрівка було 19 жилих дворів і піддвориків та 19 дворогосподарів. Населення займалось: землеробством, вирощували жито, гречку, коноплі; а також скотарством, тримали волів, корів, овець, свиней, та ткацтвом. Іскрівка знаходилась в чотирьох верстах від Полтави на лівому березі річки Коломак, навпроти гирла річки Свинковки, яка впадає в Коломак з правого боку, та відносилось до Полтавської міської сотні.
На думку корінного жителя села п. Миколаєнка (у 2002 р. мав вік 80 років), село заснували Запорозькі козаки, які поселялись берегами Коломака після заборони Запорозької Січі і займались рибальським та мисливським промислом. Оскільки на час заборони Січі (1775 р.) Іскровка вже значилась в Описі, то імовірно, що дехто з козаків Січі вибрав собі для поселення цю невелику слободу на березі річки Коломак.
За документами 1784—1796 років село Іскрівка згадується вже як Магдівка Полтавського повіту Катеринославського намісництва і перебуває у володінні поміщика прем'єр майора Кочубея.
За документами 1799—1801 років у Магдівці проживало 11 жителів чоловічої статі, які сплачували податок. Крім того, в межах сучасної території села, за документами значиться ще одне поселення без назви з приписом «при гирлі ріки Свинковка на правому березі Коломаку» в якому проживало 7 жителів чоловічої статі які сплачували податок. Ці села відносились до Полтавського повіту.
За документами 1910 року село згадується вже під назвою Мандівка Микільської волості Полтавського повіту.
За інформацією жителя села Миколаєнка, назва Магдівка походить від прізвища поміщика-німця Магди, який жив у селі до початку Української національної революції 1917—1921 років, а потім безслідно зник. Той же Миколаєнко розповів, що перед Другою світовою війною село називалось Мандівка, а з поверненням Радянських військ його перейменували на Соснівку.
Після розвалу Російської царської імперії в 1917 році та поразки Української національної революції, в кінці листопада 1919 року в Полтаві і навколишніх селах закріпились влада Російських комуністів-більшовиків.
За часів Радянської влади в різний час село підпорядковувалось Ковалівській і Грабинівській сільським радам.
Сьогодні Соснівка розташована по обидва боки річки Коломак біля впадінні річки Свинковка, село має 25 дворів. За даними перепису 2001 року населення села становило 35 осіб. Адміністративно село підпорядковане Ковалівській сільській раді.
12 червня 2020 року, відповідно до розпорядження Кабінету Міністрів України № 721-р «Про визначення адміністративних центрів та затвердження територій територіальних громад Полтавської області», село увійшло до складу Полтавської міської громади.
19 липня 2020 року, в результаті адміністративно - територіальної реформи та ліквідації Полтавського району (1925—2020), село увійшло до складу новоутвореного Полтавського району.

## Географія
Село Соснівка знаходиться на лівому березі річки Коломак, вище за течією на відстані 1 км розташоване село Верхоли, нижче за течією на відстані 1 км розташоване село Андрушки, на протилежному березі — місто Полтава.